# Südwestrundfunk
La Südwestrundfunk (SWR; Radiodiffusione sudoccidentale) è un'emittente radiofonica pubblica  che serve la Germania sudoccidentale e più precisamente i Länder Baden-Württemberg e Renania-Palatinato. È uno dei membri costituenti del consorzio radiotelevisivo ARD.
Dopo la Westdeutscher Rundfunk Köln la SWR è il secondo più grande ente radiofonico tedesco con una copertura di 55.600 km2, ed un pubblico servito stimato in 14,7 milioni di persone. La SWR ha 3.700 dipendenti. È membro dell'Istituto europeo per le norme di telecomunicazione (ETSI).

## Storia

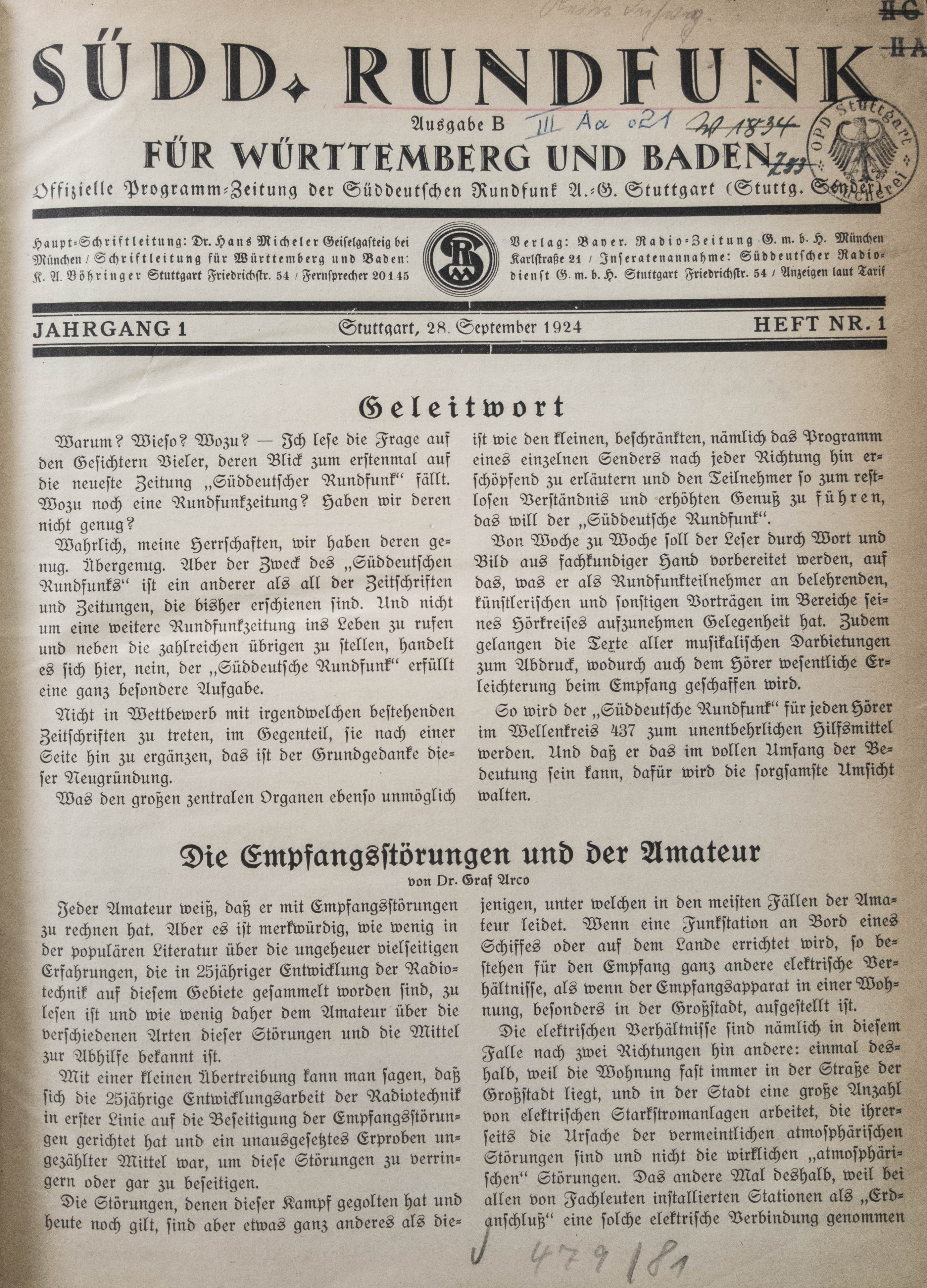
Guida ai programmi della Süddeutscher Rundfunk del 18 settembre 1924

La SWR è stata fondata nel 1998 come effetto della fusione fra la Süddeutscher Rundfunk (SDR, Radio della Germania meridionale) con sede a Stoccarda, e la Südwestfunk (SWF, Radio Sudoccidentale) con sede a Baden-Baden. L'esistenza di due enti radiofonici pubblici nella Germania sudoccidentale era un lascito dell'occupazione alleata della Germania dopo la seconda guerra mondiale. Il governo militare francese aveva istituito la SWF come unica emittente nella propria zona d'occupazione, che si componeva dei tre Länder del Baden, del Württemberg-Hohenzollern e della Renania-Palatinato. Il governo militare americano istituì la SDR nel Württemberg-Baden. Quando il Baden, il Württemberg-Hohenzollern ed il Württemberg-Baden si fusero nel Baden-Württemberg, nel 1952, le emittenti radiofoniche non vennero a loro volta unificate, nonostante la SDR e la SWF collaborassero per vari servizi.

## Sedi e centri di produzione

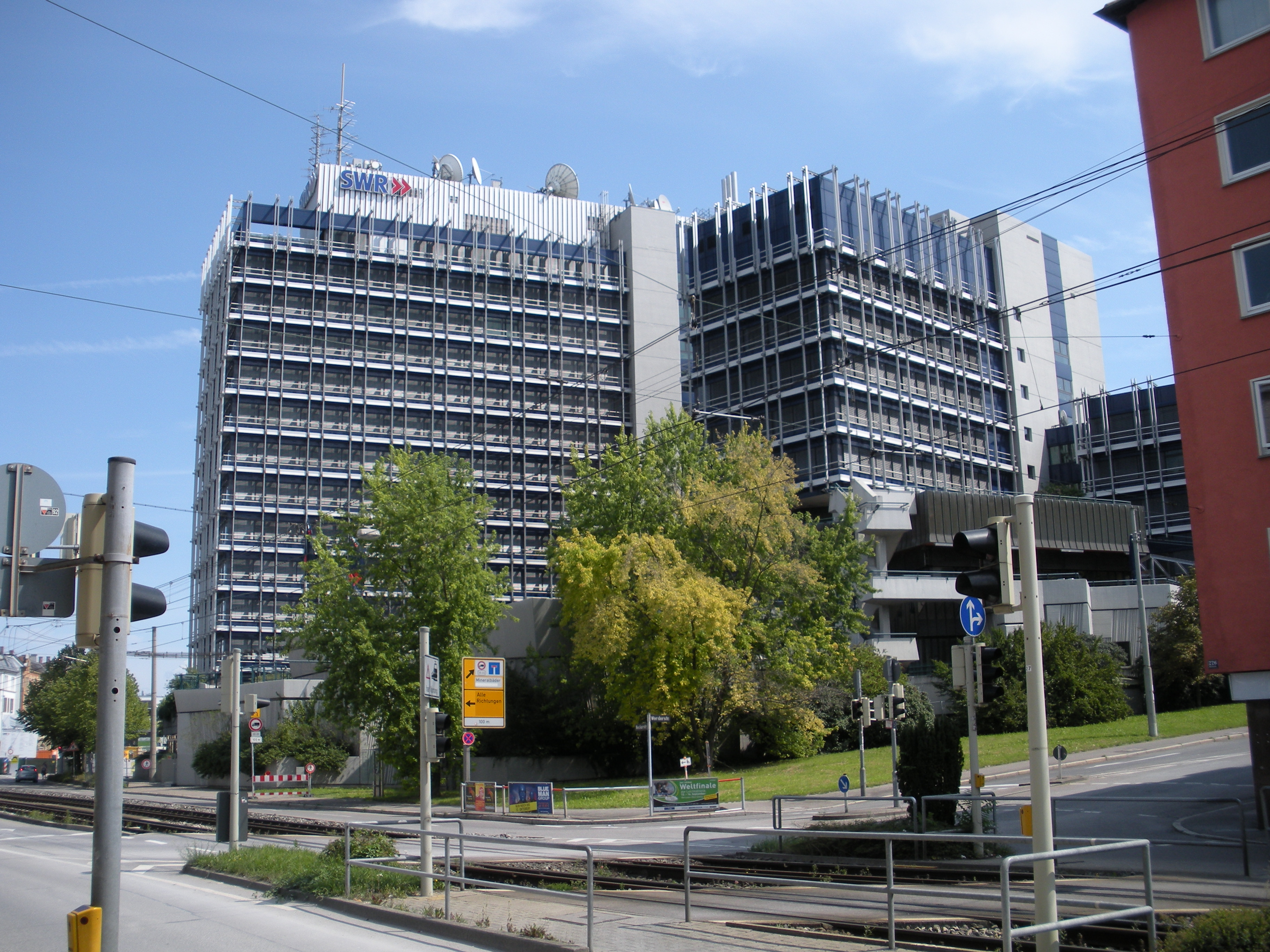
La sede centrale di Stoccarda

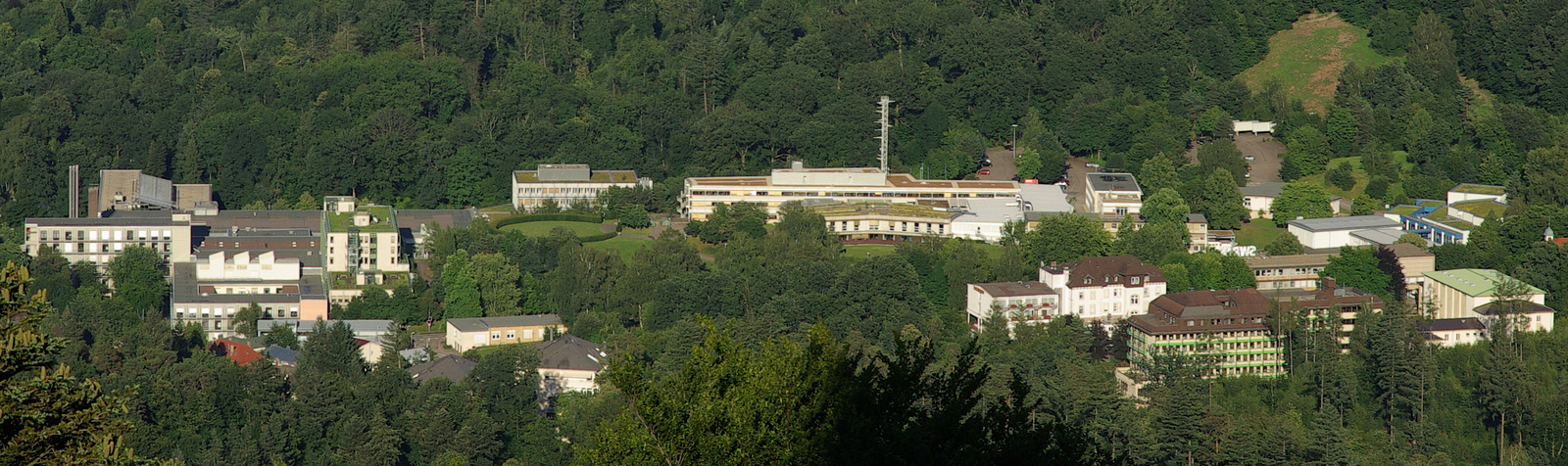
La sede di Baden-Baden

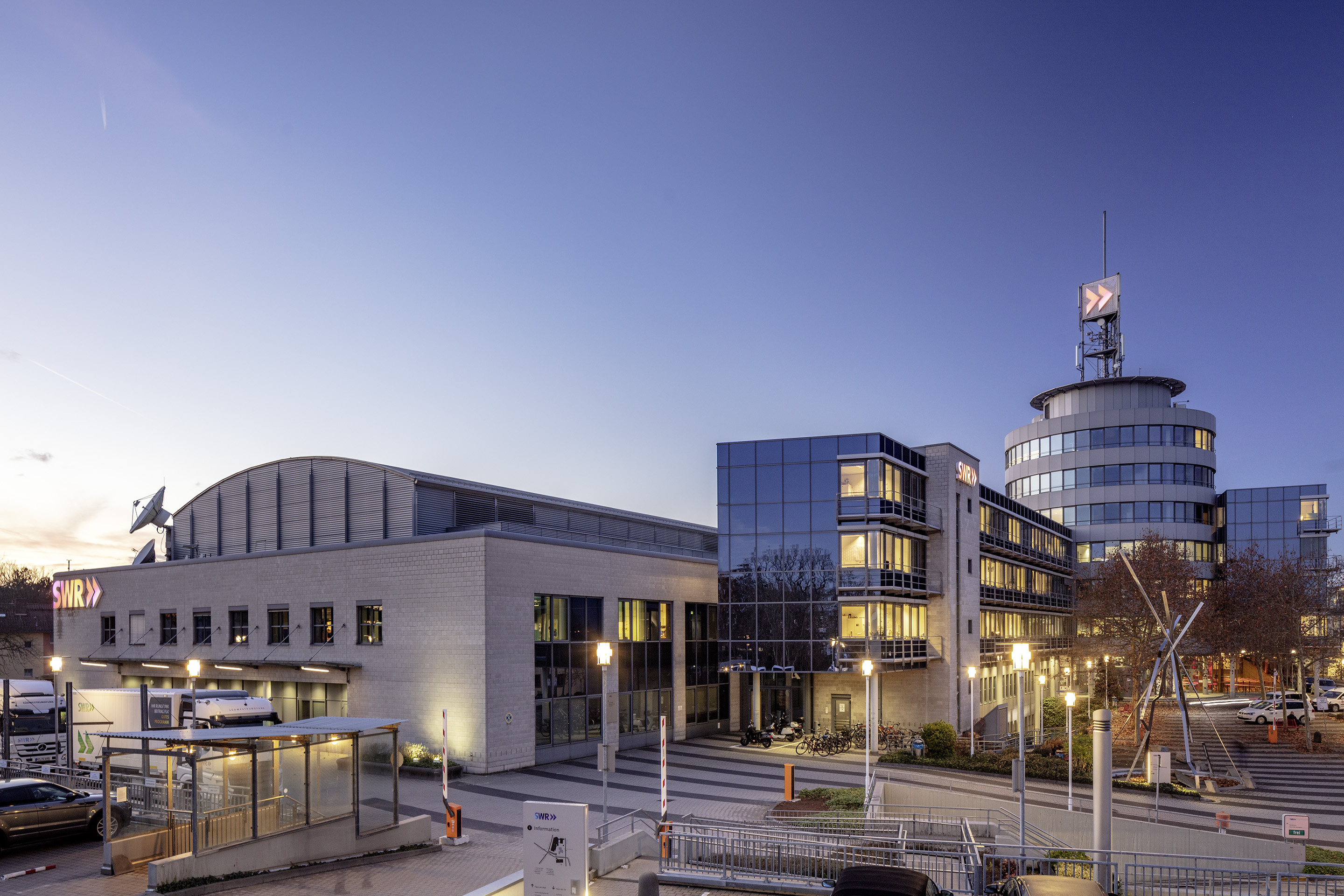
La Funkhaus di Magonza

L'emittente ha tre sedi principali, a Stoccarda, Baden-Baden e Magonza. La sede amministrativa è a Stoccarda. Il principale centro di produzione radiotelevisivo è quello di Baden-Baden, cui si affiancano i centri regionali di Stoccarda e Magonza.
La SWR ha studi anche nelle seguenti città:
- in Baden-Württemberg: Baden-Baden, Stoccarda, Friburgo in Brisgovia, Friedrichshafen, Heilbronn, Karlsruhe, Mannheim, Tubinga e Ulma
- in Renania-Palatinato: Kaiserslautern, Coblenza, Magonza e Treviri

## Reti
La SWR produce programmi per vari canali televisivi e radiofonici, la maggior parte dei quali sono gestiti in collaborazione con altri enti, ma alcuni sono completamente gestiti dall'emittente.

### Canali televisivi
- Das Erste – Canale in consorzio fra emittenti dell'ARD. La quota di programmazione in carico alla SWR è del 16,95%.
- SWR Fernsehen ("Unser Drittes") – ["SWR televisione – Il nostro terzo"] – La terza rete per il Baden-Württemberg e la Renania-Palatinato. Il canale è trasmesso in due differenti versioni, una per il Baden-Württemberg ed una per la Renania-Palatinato. La Saarländischer Rundfunk (SR - "Radio Saarland") ritrasmette più del 70% di questi programmi sotto l'insegna della "SR Fernsehen" ("SR Televisione").
- Phoenix – Rete in collaborazione fra la ARD e la ZDF.
- KiKA – Canale per bambini in collaborazione ARD e ZDF.
- arte – Rete culturale franco-tedesca
- 3sat – Rete culturale in collaborazione fra ARD, ZDF, ORF (la radiotelevisione austriaca), e SRG (la radiotelevisione svizzera).
- EinsPlus

### Canali radiofonici
La SWR trasmette sei canali radiofonici in FM e DAB, tutti disponibili anche in internet.
- SWR1 (Eins gehört gehört – SWR1): musica leggera, in due varianti regionali:
  - SWR1 Baden-Württemberg
  - SWR1 Rheinland-Pfalz
- SWR2 (Lust auf Kultur): culturale.
- SWR3 (Mehr Hits – mehr Kicks – einfach SWR3): musica per i giovani[2]
- SWR4 (Da sind wir daheim): musica popolare e notiziari locali in due versioni regionali, ognuna con finestre locali in orari determinati:
  - SWR4 Baden-Württemberg
    - Baden Radio (Karlsruhe)
    - Bodensee Radio (Friedrichshafen)
    - Franken Radio (Heilbronn)
    - Kurpfalz Radio (Mannheim)
    - Radio Stuttgart (Stoccarda)
    - Radio Südbaden (Friburgo)
      - Hochrhein Radio (Lörrach)
      - Ortenau Radio (Offenburg)
      - Radio Breisgau (Friburgo)
      - Radio Schwarzwald-Baar-Heuberg (Villingen-Schwenningen)

    - Radio Tübingen (Tubinga)
    - Schwaben Radio (Ulma)

  - SWR4 Rheinland-Pfalz
    - Radio Kaiserslautern (Kaiserslautern)
    - Radio Koblenz (Coblenza)
    - Radio Ludwigshafen (Ludwigshafen)
    - Radio Mainz (Magonza)
    - Radio Trier (Treviri)
- DASDING (Live – laut – lässig): per ragazzi.
- SWR Aktuell: notiziari, informazione e dibattiti.

## Trasmettitori
Fra i 28 impianti emittenti della SWR figura la Torre della televisione di Stoccarda.

## Orchestre e cori
La SWR gestisce i seguenti ensembles musicali:
- Orchestra sinfonica della SWR con sede a Stoccarda, nata nel 2016 dalla fusione delle precedenti:
  - Orchestra sinfonica della SWR di Baden-Baden e Friburgo – fondata nel 1946 come orchestra sinfonica della SWF, con sede a Baden-Baden.
  - Orchestra Sinfonica di Radio Stoccarda - anch'essa fondata nel 1946, era l'orchestra sinfonica della SDR.
- SWR Vokalensemble – originariamente il coro della SDR di Stoccarda, anch'esso risalente al 1946.
- Deutsche Radio Philharmonie Saarbrücken Kaiserslautern – risultata dalla fusione nel 1973 fra la Rundfunkorchester Kaiserslautern e la Rundfunk-Sinfonieorchester Saarbrücken.
- "SWR Big Band" – originariamente l'orchestra da ballo della SDR, nata nel 1951.

## Rapporti con la ARD
La SWR viene finanziata con il canone televisivo raccolto dal servizio comune fra ARD, ZDF e Deutschlandradio.
All'interno del consorzio ARD, la SWR è responsabile del coordinamento dei canali culturali 3sat e arte, nonché del sito telematico del consorzio, ARD.de. Gli uffici di ARTE Deutschland TV GmbH si trovano a Baden-Baden, mentre gli uffici di ARD.de si trovano a Magonza.
La SWR è inoltre responsabile di alcuni studi all'estero per conto dell'ARD:
- ARD-Studio Algeri (competente per Algeria, Marocco, Tunisia)
- ARD-Studio Buenos Aires (Argentina, Bolivia, Brasile, Cile, Paraguay, Perù, Uruguay)
- ARD-Studio Ginevra (competente per le organizzazioni internazionali con sede a Ginevra, così come per la Svizzera e per il Liechtenstein)
- ARD-Studio Johannesburg (Angola, Botswana, Lesotho, Mozambico, Namibia, Zimbabwe, Sudafrica, Swaziland)
- ARD-Studio Il Cairo (Egitto, Iraq, Yemen, Giordania, Qatar, Kuwait, Libano, Libia, Oman, Arabia Saudita, Sudan, Siria, Emirati Arabi Uniti)
- ARD-Studio Città del Messico (piccole e grandi Antille, Aruba, Bahamas, Barbados, Belize, Costa Rica, Ecuador, El Salvador, Guatemala, Colombia, Messico, Nicaragua, Panama, Suriname, Turks e Caicos Islands, Venezuela)
- ARD-Studio Strasburgo (competente per gli uffici dell'Unione europea e del Consiglio d'Europa)